# Trèfle (ruisseau)
Pour les articles homonymes, voir Trèfle (homonymie).
Le Trèfle est un ruisseau du sud-ouest de la France, en région Nouvelle-Aquitaine, dans les deux départements de Charente et Charente-Maritime, et est le principal affluent de rive droite de la Seugne, donc un sous-affluent de la Charente.

## Géographie
Le Trèfle a un cours d'une longueur totale de 47,3 km, ce qui en fait le plus long affluent de la Seugne et en même temps son principal tributaire.
Le Trèfle prend source sur la commune de Condéon, entre les trois lieux-dits les Champs Tardon, la Garde à Rotard et les Fauriens, à 150 mètres d'altitude. Il conflue avec la Seugne en rive droite, après les communes de Saint-Grégoire-d'Ardennes et Saint-Georges-Antignac, à la limite de la commune de Mosnac, avant le lieu-dit le Grand Moulin, au lieu-dit la Grande Cour, à 19 m d'altitude.
Il a un bras connu sur la commune de Guimps en Charente.

### Communes et cantons traversés
Dans les deux départements de la Charente et de la Charente-Maritime, le Trèfle traverse vingt-trois communes et six cantons:
- dans le sens amont vers aval, les communes de Condéon, Touvérac, Le Tâtre, Reignac, Barbezieux-Saint-Hilaire, Barret, Montchaude, Guimps, Brie-sous-Archiac, Saint-Ciers-Champagne, Meux, Allas-Champagne, Moings, Réaux, Saint-Maurice-de-Tavernole, Neuillac, Neulles, Marignac, Saint-Germain-de-Lusignan, Clam, Saint-Grégoire-d'Ardennes, Saint-Georges-Antignac, Mosnac (confluence) ;

- en termes de cantons, le Trèfle prend source sur le canton de Baignes-Sainte-Radegonde, traverse les canton de Barbezieux-Saint-Hilaire, canton d'Archiac, canton de Jonzac, canton de Pons et conflue sur le canton de Saint-Genis-de-Saintonge, le tout dans les trois arrondissement de Cognac, arrondissement de Jonzac, arrondissement de Saintes.

### Bassin versant
Le Trèfle traverse cinq zones hydrographiques (R505, R506, R507, R508 et R509) pour une superficie totale de 280 km2. Ce bassin versant est constitué à 87,99 % de « territoires agricoles », à 11,49 % de « forêts et milieux semi-naturels », à 0,61 % de « territoires artificialisés », à 0,15 % de « surfaces en eau ». 

## Affluents
Le Trèfle a six affluents référencés :
- Le Tâtre (rg) de 20,1 km[3], traversant dix communes en Charente et Charente-Maritime ;
- La Viveronne (rd) de 5 km[4], traversant cinq communes en Charente-Maritime : Arthenac, Allas-Champagne, Brie-sous-Archiac, Moings et Réaux ;
- Le Villier (rd) de 9,2 km[5], traversant six communes en Charente-Maritime : Arthenac, Moings, Neuillac, Saint-Germain-de-Lusignan, Saint-Maurice-de-Tavernole, Sainte-Lheurine ;
- Le Nobla (rd) de 10,1 km[6], traversant trois communes en Charente-Maritime : , Jarnac-Champagne,Neuillac,  et Neulles ;
- Le Mortier (rd) de 8,8 km[7], traversant six communes en Charente-Maritime : Clam, Saint-Georges-Antignac, Jarnac-Champagne, Chadenac, Marignac, Neulles ;
- Le Petit Trèfle (rg) de 7,8 km[8], traversant trois[9] communes en Charente : dans le sens amont vers aval, Reignac (source), Montmérac, Guimps (confluence dans un bras du Trèfle).

## Aménagements
Sur son cours, la carte IGN signale les moulins suivants : la Moulinasse, le Moulin de la Cigogne, le Palisson du Moulin, le Moulin de Bertin, et le Moulin Neuf, sur un bras du Trèfle à la hauteur de la confluence avec le Villier.